# Schneider ES 49
Die Schneider ES 49 ist ein doppelsitziges Segelflugzeug des Konstrukteurs Edmund Schneider. Es gehörte zu den ersten nach dem Zweiten Weltkrieg neu konstruierten Segelflugzeugen in Deutschland und wurde in einer kleinen Serie bei Alexander Schleicher Segelflugzeugbau in Poppenhausen gebaut.

## Geschichte
Mit der Gründung der Bundesrepublik Deutschland und der absehbaren Wiederzulassung des Segelflugs begann Edmund Schneider im Jahr 1949 mit der Konstruktion eines doppelsitzigen Segelflugzeugs zu Schulungszwecken. Durch den Verlust seiner Werkstätten in Grunau (heute Polen) bei Kriegsende hatte Schneider nur begrenzte Möglichkeiten für den Bau eines Prototyps. Die Firma Schleicher in Poppenhausen unternahm zur gleichen Zeit erste Schritte, um wieder mit dem Bau von Flugzeugen zu beginnen, nachdem dort in der Nachkriegszeit hauptsächlich Möbel hergestellt worden waren. Sie erwarb Lizenzen zum Bau des Grunau Baby, des Dittmar Condor IV und schließlich der ES 49.
Die ES 49 flog erstmals im August 1951 auf der Wasserkuppe. Flugzeugführer während des Erstflugs war Heinz Peters. Es wurden lediglich zwei Prototypen und sechs Serienmaschinen gefertigt und die Produktion rasch eingestellt. Der Grund hierfür war mangelndes Interesse seitens der überall im Land neu gegründeten Segelflugvereine an der etwas altertümlich wirkenden und relativ teuren Holzkonstruktion. Die mit bespannten Stahlrohrrümpfen ausgestatteten neuen Schulungsdoppelsitzer wie Doppelraab, Ka 4 Rhönlerche und Mü 13 E Bergfalke erhielten vielerorts wegen ihrer Robustheit und Wartungsfreundlichkeit den Vorzug.
Die ES 49 war das letzte Flugzeug, das Schneider in Deutschland vor seiner Auswanderung 1952 nach Australien konstruierte. Nach seiner Ankunft dort überarbeitete er die ES 49 gründlich und es wurden zwei Exemplare des nun als ES 49B „Kangaroo“ bezeichneten Seglers gebaut. Zudem wurden drei ES 49 unter der Bezeichnung „Wallaby“ von australischen Flugsportclubs im Eigenbau gefertigt.

## Konstruktion
Der Entwurf der ES 49 ist sichtbar an Schneiders erfolgreichstes Vorkriegsflugzeug, das Grunau Baby, angelehnt. Der Rumpf ist eine aus Leisten und Querträgern bestehende Holzkonstruktion, die mit Sperrholzplatten verkleidet wurde. Der zweigeteilte, abgestrebte Tragflügel hat einen Kastenholm, ist im Grundriss rechteckig und zu den Flächenenden hin trapezförmig. Als Profil wird das Gö 549 verwendet, das an den Flächenspitzen in das Profil Gö 676 übergeht. Der vordere Teil des Flügels ist mit Sperrholz beplankt und rückwärtig bespannt, ebenso wie die Ruderflächen.
Die Cockpits der beiden Prototypen hatten nur Haubenrahmen mit kleinen Windschutzscheiben (im Fliegerjargon als „offene Haube“ bezeichnet), ähnlich wie das Grunau Baby II. Die Serienflugzeuge wurden von Beginn an mit Cockpithaube und einem verlängerten Rumpf gefertigt.

## Technische Daten
| Kenngröße             | Daten                |
| --------------------- | -------------------- |
| Besatzung             | 2                    |
| Länge                 | 8,61 m               |
| Spannweite            | 16 m                 |
| Flügelfläche          | 21,3 m²              |
| Flächenbelastung      | 21,6 kg/m²           |
| Flügelstreckung       | 11,74                |
| Gleitzahl             | 24 bei 70 km/h       |
| Geringstes Sinken     | 0,85 m/s bei 65 km/h |
| Leermasse             | 280 kg               |
| max. Startmasse       | 480 kg               |
| Höchstgeschwindigkeit | 150 km/h             |

## Erhaltene Exemplare
Eine der wenigen erhaltenen Schneider ES 49 ist im Deutschen Segelflugmuseum mit Modellflug auf der Wasserkuppe ausgestellt. Das 1952 gebaute Flugzeug flog bei verschiedenen Vereinen in Westdeutschland, bevor es 1982 vom Oldtimer Segelflugclub Wasserkuppe übernommen wurde. Die Maschine wurde restauriert und nach der Wiederzulassung von der Witwe Luise Schleicher auf den Namen ihres verstorbenen Mannes Alexander Schleicher getauft. Nach einigen Jahren im Schulungsbetrieb des Vereins wurde die ES 49 aus Sicherheitsgründen nach einer Inspektion stillgelegt und dem benachbarten Museum überlassen.
Die ES 49 mit der Werksnummer 3 befindet sich eingelagert im Besitz des Vereins zur Förderung Historischen Segelflugs.
Eine von 1955 bis 1958 in Australien gebaute ES 49 „Wallaby“ ist im Besitz des Australian Gliding Museum in Parwan und wird derzeit restauriert. Das Museum besitzt ebenfalls Teilstücke einer von 1953 bis 1967 in Australien geflogenen ES 49B „Kangaroo“.